# Viola lactiflora
Viola lactiflora är en violväxtart som beskrevs av Takenoshin Nakai. Viola lactiflora ingår i släktet violer, och familjen violväxter. Inga underarter finns listade i Catalogue of Life.